# Isoperla acicularis
Isoperla acicularis és una espècie d'insecte plecòpter pertanyent a la família dels perlòdids. En el seu estadi immadur és aquàtic i viu a l'aigua dolça, mentre que com a adult és terrestre i volador. Es troba als estats francès i espanyol (incloent-hi Catalunya i Galícia).

## Subespècies
- Isoperla acicularis acicularis (Despax, 1936). En el seu estadi immadur és aquàtic i viu a l'aigua dolça, mentre que com a adult és terrestre i volador.[15] Es troba als estats francès i espanyol (només al nord del riu Ebre).[8][16][15][17]
- Isoperla acicularis cantabrica (Aubert, 1956) El mascle adult és més clar que Isoperla acicularis guadarramica, té els cercs foscos i la part anterior del mesotòrax de color groc. La femella presenta una coloració general més clara i l'abdomen més clar a la zona ventral que a la dorsal.[18] En el seu estadi immadur és aquàtic i viu a l'aigua dolça, mentre que com a adult és terrestre i volador.[19] Viu entre 900 i 1.800 m d'altitud.[18] Es troba a l'Estat espanyol (Picos de Europa i Galícia).[19][20][21][18]
- Isoperla acicularis guadarramica (Aubert, 1956)[4] El mascle presenta una coloració fosca, les potes de color marró fosc i el protòrax amb una franja mitjana groga clara bastant ampla. La femella és de color més pàl·lid i amb els cercs més foscos que els mascles i té la placa subgenital amb la mateixa forma que Isoperla acicularis cantabrica.[18] En el seu estadi immadur és aquàtic i viu a l'aigua dolça, mentre que com a adult és terrestre i volador.[22] Viu entre 1.400 i 1.800 m d'altitud.[18] Es troba a la serra de Guadarrama (províncies de Madrid i Segovia a l'Estat espanyol).[22][18]